# Aerosteon
Aerosteon là một chi khủng long, được Sereno R. N. Martinez J. A. Wilson Varricchio Alcober & Larsson mô tả khoa học năm 2008.